# Eduard Čech
Eduard Čech (29. června 1893, Stračov – 15. března 1960, Praha) byl český matematik. V matematice je známý především díky zavedení tzv. Čechovy kohomologie.

## Životopis
Eduard Čech se narodil ve Stračově v Čechách. Jeho otec byl Čeněk Čech, četník, matkou Anna Čechová, rozená Kleplová. Po absolvování gymnázia v Hradci Králové začal Eduard Čech v roce 1912 studovat matematiku na Filozofické fakultě Karlo-Ferdinandovy univerzity v Praze. V roce 1915 musel studium kvůli válce přerušit, neboť byl povolán do armády. Po návratu z války se do školy vrátil a vysokoškolská studia řádně ukončil. Aby se mohl věnovat učitelskému povolání, absolvoval v té době i zkoušku učitelské způsobilosti a získal aprobaci z matematiky a deskriptivní geometrie. Krátkou dobu pak učil na reálce v Praze-Holešovicích. V roce 1920 předložil odborné matematické pojednání O křivkovém a plošném elementu třetího řádu a na základě této práce byl promován doktorem filozofie. Díky stipendiu mohl Eduard Čech školní rok 1921–1922 strávit v Itálii, v Turíně, kde prohluboval své dosavadní znalosti, zejména v oblasti projektivních vlastností geometrických útvarů, u profesora G. Fubiniho. Když se Čech ze zahraničí vrátil, požádal o habilitační řízení. Roku 1922 se skutečně na univerzitě v Praze pro projektivní diferenciální geometrii habilitoval. O rok později pak byl jmenován mimořádným profesorem matematiky na Masarykově univerzitě v Brně, kde se uvolnilo místo po smrti Matyáše Lercha.
Geometrii na univerzitě v Brně přednášel profesor Ladislav Seifert, na Čecha tedy zůstalo vyučovat algebru a analýzu. Přestože matematická analýza ani algebra nebyla v té době právě středem jeho zájmů, během krátké doby do ní pronikl a záhy obě disciplíny úspěšně přednášel. V roce 1928 byl jmenován řádným profesorem. V letech 1930–1931 byl děkanem Přírodovědecké fakulty Masarykovy univerzity. Od roku 1931 se začal intenzívně věnovat topologii. V roce 1935 se Eduard Čech zúčastnil speciální konference o kombinatorické topologii v Moskvě, kde výsledky jeho vědecké práce v oblasti topologie vzbudily velkou pozornost. Důsledkem toho bylo pozvání, aby v matematickém středisku Institute for Advanced Study v Princetonu načas přednášel. V roce 1936 se z USA vrátil a ještě téhož roku založil v Brně topologický seminář, ve kterém během 3 let vzniklo 26 vědeckých prací. Činnost semináře pokračovala i po uzavření českých vysokých škol v roce 1939, i když již v omezené podobě. Eduard Čech, Josef Novák a Bedřich Pospíšil, hlavní představitelé topologického semináře, se scházeli až do roku 1941 v Pospíšilově bytě. Zatčením B. Pospíšila gestapem však tato forma kolektivního matematického bádání skončila.
Po válce v roce 1945 odešel Eduard Čech z Brna na Přírodovědeckou fakultu Karlovy univerzity do Prahy. V roce 1947 se stal vedoucím Badatelského ústavu matematického při České akademii věd a umění, který vedl až do roku 1950, kdy byl jmenován prvním ředitelem Ústředního matematického ústavu. V roce 1952 byl mezi prvními jmenován členem Československé akademie věd a po vzniku Matematického ústavu ČSAV byl pověřen jeho vedením. V roce 1954 přešel na Matematicko-fyzikální fakultu Univerzity Karlovy, kde vybudoval Matematický ústav Karlovy univerzity.
Vědecké práce Eduarda Čecha se týkají především diferenciální geometrie a topologie. Pobyt v Turíně ve školním roce 1921–1922 znamenal spolupráci Čecha a G. Fubiniho, z něhož vzešla dvě díla, jednak dvojdílná Geometria proiettiva differenziale, která vyšla postupně v letech 1926 a 1927 v Bologni, a Introduction à la géométrie projective différentielle des surfaces, která vyšla v Paříži až v roce 1931 a přinesla oběma matematikům uznání matematického světa. Kolem roku 1928 se Čechova pozornost načas odklonila od problematiky diferenciální geometrie a začal se více zajímat o topologii, a to jak obecnou, tak algebraickou.
Během mezinárodního kongresu matematiků v Curychu v roce 1932 zavedl nezávisle na Hurewiczovi vyšší homotopické grupy. Téhož roku publikoval první nekombinatorickou definici kohomologie, dnes známou pod jménem Čechova kohomologie, která jej zejména proslavila.
Celkem publikoval 12 prací z obecné topologie, přičemž vůbec první topologická práce vyšla v roce 1930. V roce 1936 vydal knihu Bodové množiny, která měla pro rozvoj československé matematiky velký význam. Po roce 1945 se vrátil k diferenciální geometrii, kterou se pak zabýval až do své smrti. V roce 1959 vydal knihu Topologické prostory, ve které shrnul dosavadní poznatky a rozšířil je o výsledky z brněnského topologického semináře.
Eduard Čech věnoval také velkou pozornost otázkám školské matematiky. Byl autorem několika středoškolských učebnic a pro středoškolské učitele organizoval semináře ze středoškolské a elementární matematiky.

## Dílo
- Co je a nač je vyšší matematika?. Praha: Jednota českých matematiků a fysiků, 1942. 125 s.
- Aritmetika pro I. třídu středních škol. 1. vyd. Praha: Jednota českých matematiků a fysiků, 1943. 114 s.
- Geometrie pro 1.-3. třídu středních škol. Praha: Jednota českých matematiků, 1943. 266 s.
- Elementární funkce. 1. vyd. Praha: Jednota českých matematiků a fysiků, 1944. 86 s.
- Bodové množiny. Praha: Academia 1966
- Čísla a početní výkony. Praha: SNTL 1954
- Topologické prostory. Praha: ČSAV 1959